# Ryan Bourque
Ryan Bourque (* 3. Januar 1991 in Topsfield, Massachusetts) ist ein ehemaliger US-amerikanischer Eishockeyspieler. Der linke Flügelstürmer bestritt eine Partie für die New York Rangers in der National Hockey League und kam sonst in der American Hockey League zum Einsatz, wo er über 500 Spiele absolvierte. Sein Vater Ray Bourque war einer der besten Spieler in der NHL-Geschichte, während sein älterer Bruder Chris Bourque ebenfalls als professioneller Eishockeyspieler aktiv war.

## Karriere
Der 1,74 m große Flügelstürmer, ein Sohn von Hockey-Hall-of-Fame-Mitglied Ray Bourque, begann seine Karriere im USA Hockey National Team Development Program, einem Nachwuchsföderprogramm des US-amerikanischen Eishockeyverbandes USA Hockey, im Spielbetrieb der United States Hockey League. Im Jahr 2008 wurde er von den Remparts de Québec beim QMJHL Entry Draft in der dritten Runde als insgesamt 117. Spieler gezogen, verblieb aber zunächst im USNTDP. Beim NHL Entry Draft 2009 wurde er als insgesamt 80. Spieler in der dritten Runde von den New York Rangers aus der National Hockey League ausgewählt. Trotzdem spielte er die nächsten beiden Jahre bei den Remparts de Québec in der Ligue de hockey junior majeur du Québec. Im Sommer 2011 wechselte er in das Franchise der New York Rangers und wurde in deren Farmteam Connecticut Whale, das seit 2013 wieder seinen früheren Namen Hartford Wolf Pack trägt, eingesetzt. Am 9. April 2015 kam er zu seinem ersten und letztlich einzigen NHL-Spiel, als er für die Rangers gegen die Ottawa Senators zum Einsatz kam. Im Februar 2016 wechselte er im Tausch mit Chris Brown zu den Washington Capitals, die ihn an ihr Farmteam Hershey Bears abgaben, wo er mit seinem Bruder Chris spielt.
Im September 2017 schloss er sich dem Ligakonkurrenten Bridgeport Sound Tigers an. Dort war er fast drei Spielzeiten aktiv, ehe er im März 2020 innerhalb der Liga an die Charlotte Checkers abgegeben wurde, wo er die Spielzeit 2019/20 beendete. Anschließend verkündete er das Ende seiner aktiven Karriere, in der er, von einem NHL-Einsatz abgesehen, im Profibereich ausschließlich in der AHL auf dem Eis stand und über 500 Partien bestritt.

### International
Nachdem er über den Jahreswechsel 2007/08 bereits bei der World U-17 Hockey Challenge 2008 die Silbermedaille mit seinem Team gewinnen konnte, nahm Ryan Bouque mit dem US-amerikanischen Nachwuchs an den U18-Weltmeisterschaften 2008 und 2009 sowie den U20-Weltmeisterschaften 2010 und 2011 teil und konnte dabei jeweils eine Medaille gewinnen: Während es 2008 und 2011 jeweils zur Bronzemedaille reichte, wurde er mit dem US-Nachwuchs 2009 und 2010 Weltmeister.

## Erfolge und Auszeichnungen
| - 2008 Silbermedaille bei der World U-17 Hockey Challenge - 2008 Bronzemedaille bei der U18-Weltmeisterschaft - 2009 Goldmedaille bei der U18-Weltmeisterschaft | - 2010 Goldmedaille bei der U20-Weltmeisterschaft - 2011 Bronzemedaille bei der U20-Weltmeisterschaft |

## Karrierestatistik

### International
Vertrat die USA bei:
| - World U-17 Hockey Challenge 2008 - U18-Junioren-Weltmeisterschaft 2008 - U18-Junioren-Weltmeisterschaft 2009 | - U20-Junioren-Weltmeisterschaft 2010 - U20-Junioren-Weltmeisterschaft 2011 |

(Legende zur Spielerstatistik: Sp oder GP = absolvierte Spiele; T oder G = erzielte Tore; V oder A = erzielte Assists; Pkt oder Pts = erzielte Scorerpunkte; SM oder PIM = erhaltene Strafminuten; +/− = Plus/Minus-Bilanz; PP = erzielte Überzahltore; SH = erzielte Unterzahltore; GW = erzielte Siegtore; 1 Play-downs/Relegation; Kursiv: Statistik nicht vollständig)